# Zdravko Kuzmanović
Zdravko Kuzmanović (n. 22 septembrie 1987, Thun, Berna, Elveția) este un fotbalist sârb care joacă pe postul de mijlocaș la clubul Malaga, împrumutat de la Basel.
Kuzmanović deși este un produs al școlii elvețiene, jucând câteva meciuri pentru naționala de tineret a Elveției, a ales să joace pentru Serbia.

## Legături externe
- Zdravko Kuzmanović pe BDFutbol
- de Zdravko Kuzmanović la fussballdaten.de
- Zdravko Kuzmanović pe site-ul National-Football-Teams.com